# Carolina Tronconi
Carolina Tronconi (ur. 22 maja 1913 w Pawii, zm. 11 lutego 2008) – włoska gimnastyczka, srebrna medalistka letnich igrzysk olimpijskich w 1928.
W 1928 została wraz z Biancą Ambrosetti, Lavinią Gianoni, Luiginą Giavotti, Virginią Giorgi, Germaną Malabarba, Carlą Marangonii, Luiginą Perversi, Dianą Pizzavini, Luisą Tanzini, Ines Vercesi i Ritą Vittadini srebrną medalistką w wieloboju drużynowym w gimnastyce na IX Letnich Igrzyskach Olimpijskich w Amsterdamie (były pierwszymi włoskimi medalistkami olimpijskimi).